# Cecilia Romo
Cecilia Romo, també coneguda com Ceci Romo (Ciutat de Mèxic, 5 de desembre de 1945 - 30 d'agost de 2020) va ser una actriu mexicana de cinema, teatre i televisió. Abans d'iniciar la seua carrera d'actriu professional, que va començar a la dècada de 1980, va ser membre de la selecció femenina de bàsquet de Mèxic durant la dècada de 1960. Romo, que va aparèixer en més de 30 produccions de teatre durant la seua carrera, sovint va interpretar a personatges rebels o còmics. Els seus papers de telenovel·la i televisió es van fer populars a Mèxic i Amèrica Llatina durant la dècada de 1990.

## Biografia

### Primers anys de vida
Romo va nàixer el 5 de desembre de 1945 a la Ciutat de Mèxic. Es va criar a Ciudad Juárez, Chihuahua. La seua mare, Cecilia Santillan de Romo, era professora d'institut, mentre que el seu pare, Luis Romo Maconde, era propietari i operava de diverses farmàcies i laboratoris mèdics.
Romo va jugar a la selecció femenina de bàsquet de Mèxic durant la dècada de 1960. Després es va matricular a la Universitat Nacional Autònoma de Mèxic (UNAM) i es va llicenciar el 1978. Va treballar com a economista per al govern mexicà abans de convertir-se en gestora de talent per a models publicitaris.

### Carrera d'actriu
A principis dels anys 80, Romo va rebre una trucada telefònica a la seua agència buscant extres per a la pel·lícula nord-americana de ciència-ficció, Dune, que en aquell moment estava rodant a Mèxic. Romo, que en aquell moment tenia 38 anys, va decidir apuntar-se com a extra per a la pel·lícula ella mateixa. Li va agradar l'experiència i ràpidament va decidir dedicar-se a l'actuació com a carrera. Aparegué a la pel·lícula de 1985, Los Náufragos del Liguria, que es va centrar en un grup de supervivents d'un naufragi. Romo prompte va trobar papers a la televisió mexicana també a mitjans i finals de la dècada de 1980, sent una fixa de les produccions mexicanes durant dècades.
Romo era més alta que la majoria de les altres actrius de televisió, però es va fer popular entre el públic d'Amèrica Llatina i Mèxic per les seues expressions facials còmiques i pel seu talent per a la comèdia de clatellades. Per exemple, a la telenovela De pocas, pocas pulgas dels anys noranta, Romo entra al consultori d'un metge i espanta el pacient "amb una xeringa de la mida d'un rifle de caça", segons el New York Times. A la telenovela de TV Azteca Prófugas del destino (2010-2011), Romo va utilitzar les seues expressions facials còmiques per a interpretar a Madre Lourdes, una mare superior que descobreix que diverses de les dones del seu convent són en realitat fugides de la presó disfressades de monges.
Romo també va aparèixer en més de 30 obres teatrals i musicals professionals, incloses les produccions mexicanes en castellà de Hello, Dolly!, La Cage aux Folles, i Mame. El 2003, va aparèixer a la pel·lícula nord-americana Out of Time, protagonitzada per Denzel Washington.

### Mort
Cecilia Romo va morir per complicacions de la COVID-19 a Ciutat de Mèxic el 30 d'agost de 2020, després d'una batalla de 169 dies amb la malaltia durant la pandèmia de la COVID-19 a Mèxic. Havia estat hospitalitzada diverses vegades durant el seu tractament per la COVID-19 i les seues complicacions, incloent anèmia i tres hemorràgies pulmonars. Romo va morir només cinc mesos després de filmar el seu últim episodi de Como tú no hay 2.